# Schloss Schelitz

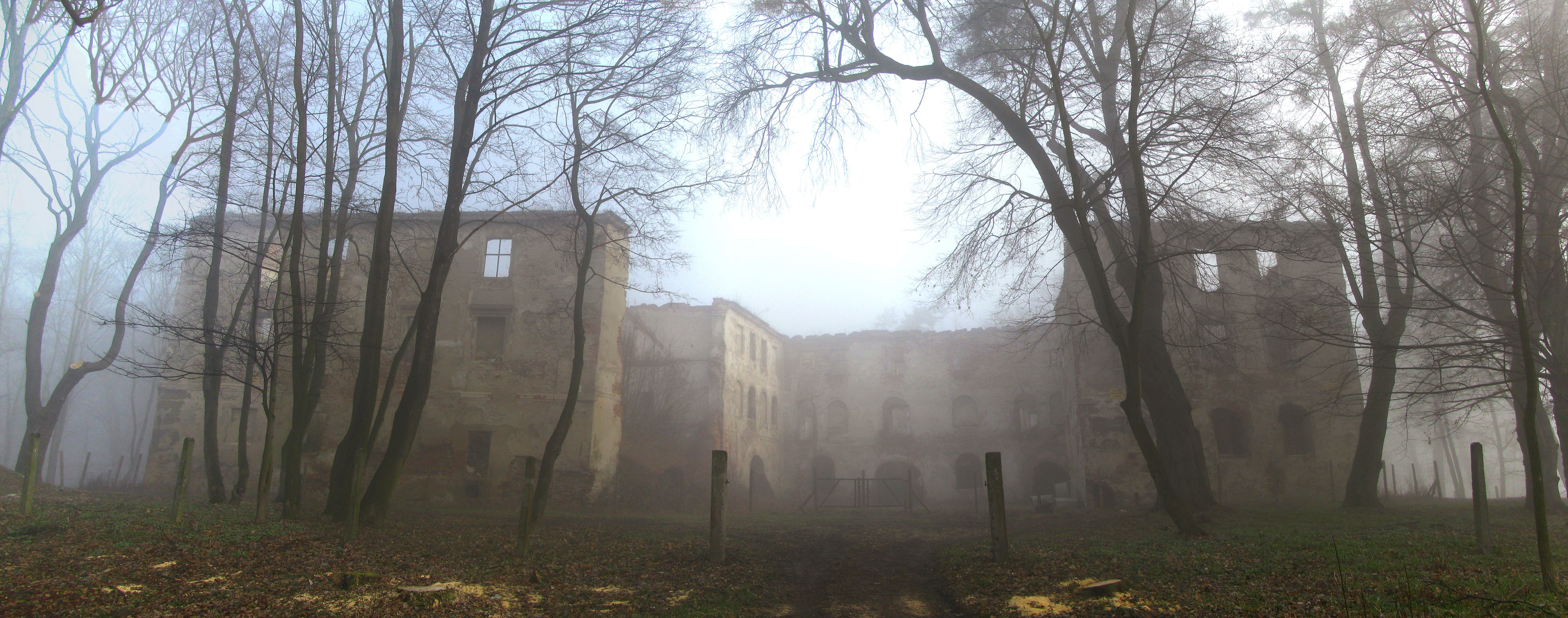
Südansicht der Ruine (2012)

Die Ruine des Schlosses Schelitz (polnisch Zamek w Chrzelicach) befinden sich im Dorf Schelitz (Chrzelice) im Kreis Prudnicki (Neustadt. O.S.), Woiwodschaft Oppeln.

## Geschichte

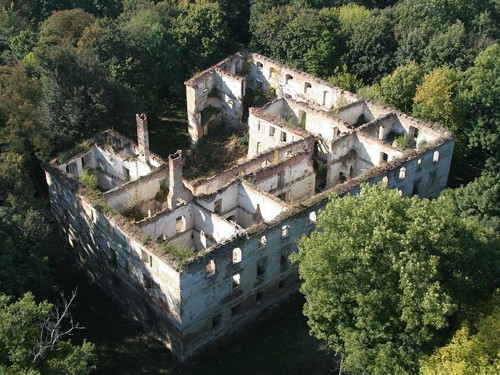
Ruine des Schlosses Schelitz

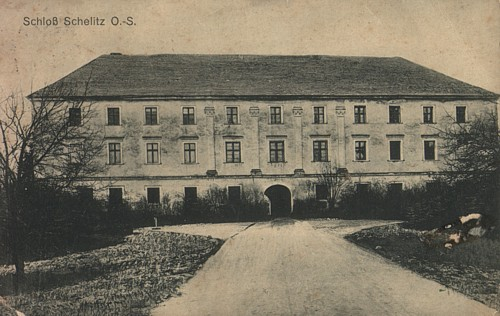
Ansicht des Schlosses 1925

Die erste Erwähnung einer steinernen Burg stammt aus dem Jahr 1380 anlässlich einer Transaktion zwischen Heinrich von Falkenberg und Peter Heidenreich über das Land nahe der Kirche in der Altstadt bei Zilz (Biala). Diese ehemalige Fliehburg wurde im 15. Jahrhundert zu einer Wasserburg mit einer Ringmauer, Flanckenecktürmen und einem Burggraben ausgebaut.
Nach dem Erlöschen der Oppelner Piasten kam das Schloss 1559 in Besitz von Wenzel Posadowski und gehörte danach den Grafen von Proskau (Pruszkowski). Aus den Jahren 1605 und 1608 stammen Ausbaupläne für die Burganlage, welche aber nicht umgesetzt wurden. Ab 1694 wurde die Burg zu einem vierflügeligen barocken Wasserschloss umgebaut und diente nunmehr als Wohnort.
Durch Verkauf gelangte das Schloss 1769 als Staatsdomäne an die preußische Krone. Ab 1816 war die Staatsdomäne in Pachtbesitz der Familie Heller. Ende des 19. Jahrhunderts wurde der Südflügel abgerissen. Hierdurch erhielt das Anwesen den Grundriss eines Hufeisens.
Im Frühjahr 1945 wurde das Schloss durch sowjetische Soldaten geplündert. Nachdem das Land Teil der Volksrepublik Polen wurde, wurde das Schloss vorübergehend als Wohnhaus genutzt. Seit den 1960er Jahren steht das Gebäude leer und verkommt zu einer Ruine. Das Gebäude wurde 1959 unter Denkmalschutz gestellt. 1977 stürzten infolge eines Sturmes das Dach und die Decke ein. 1987 stürzte eine Außenwand ein. Im Jahr 2000 startete ein erster Versuch zur Rettung des Gebäudes, welcher durch die Forstaufsichtsbehörde in Proskau geleitet wurde. 2006 konnte das Grundstück an einen privaten Investoren verkauft werden. Zwei Jahre später ging das Schloss in den Besitz der Organisation „Zentrum für den Dialog der Kulturen“. Heute stehen weiterhin größtenteils nur noch die Außenmauern. Die ursprünglichen Gewölbe im Inneren sind eingestürzt.

## Architektur
Das Schloss Schelitz ist eine dreiflügelige Schlossanlage auf einem unregelmäßigen viereckigen Grundriss. An der Hauptfassade besitzt das zweigeschossige Schloss eine große Pilastergliederung. Im ersten Obergeschoss hin zur Hofseite befinden sich Rundbogenfenster. Umgeben ist das Schloss von einem Wassergraben. Im Keller befinden sich gotische Kellergewölbe. Ursprünglich war das Schloss mit einem Mansardendach versehen.

## Schlosspark
Umgeben ist das Schloss von einem Wassergraben und einem 4 ha großen Landschaftspark.